# 迭列斤
迭列斤是一種稱呼，意思是一般。與成吉思汗所在的尼倫蒙古（黄金家族祖先）對立，後者出生純潔。根據拉施德丁的研究意見，蒙古人有兩種，一種是迭列斤，一種是尼倫。迭列斤蒙古與尼倫蒙古合稱為合木黑蒙古，意思是全體蒙古人。
迭列斤蒙古主要包括以下部落、名人：
- 弘吉剌（Khongirad）：孛兒帖
- 斡勒忽訥兀惕（Olkhonud）：訶額侖
- 亦乞列思（Ikires）：孛禿
- 兀良哈（Uriankhai）：速不台、者勒蔑
- 札剌亦兒（Jalair）：木華黎
- 速勒都思（Suldus）：赤老溫
- 許兀慎（Hushin）：博爾忽
- 捏古思（Nakuz）
- 亦勒只斤（Iljigin）
- 豁羅剌思（Qorulas）
- 伯岳吾（Baya'ut）
- 別勒古訥惕（Belgunutei）：朵奔篾兒干長子別勒古訥台後裔
- 不古訥惕（Bugunutei）：朵奔篾兒干次子不古訥台後裔